# 부산 엑스더스카이

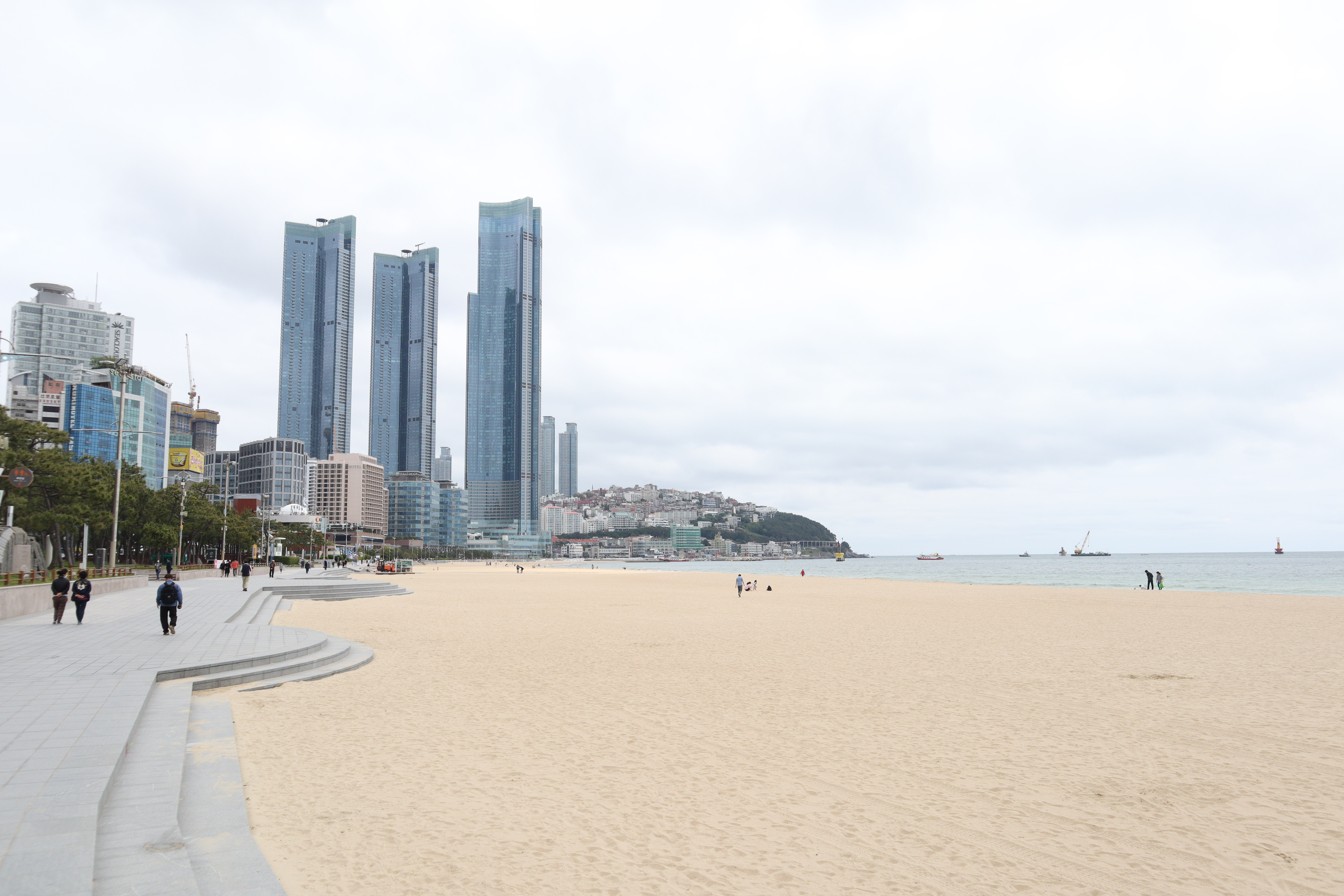
해운대 해수욕장에서 촬영한 엘시티

부산 엑스더스카이(영어: BUSAN X the SKY)는 부산광역시 해운대구 중동 해운대 엘시티 더샵에 위치한 전망대이다. 한국에서 서울스카이 다음으로 2번째로 높은 전망대이며 랜드마크 타워 98층~100층에 위치하고 있다.

## 정보
2020년 7월 17일에 오픈하면서 엑스더스카이는 부산의 새로운 관광 명소가 되었다. 1층에서 전망대용 엘리베이터를 타고 입장할 수 있으며 400미터 정도의 높이에서 남해, 해운대 해수욕장, 마린시티, 광안대교 등 주변의 전경을 조망할 수 있다.

## 층 안내
| 층수  | 용도 |
| ----- | --- |
| 100층 | 엑스 더 포토, 쇼킹 브릿지, 아트 갤러리                                                                                       |
| 99층  | 스카이 99 그릴&파스타, 스카이 가든, 스타벅스                                                                                 |
| 98층  | 엑스 더 포토, 스카이 엑스 쇼, 엑스 더 기프트, 스카이 레터, 스카이 웨이브, 여성휴게실, 블랙업커피                             |
| 1층   | 안내데스크, 티켓부스, 검색대, 현금인출기, 무인발권기, 물품보관함, 유모차/휠체어, 엑스 더 포토, 부산 엑스 스토리, 아트 갤러리 |